# Laozaur
Laozaur (Laosaurus – "skamieniały jaszczur") – rodzaj dinozaura z rodziny hipsylofodontów. Gatunek typowy to Laosaurus celer opisany przez Marsha w 1878. Szczątki pochodzą z oksfordzko-tytońskiej (jura górna) formacji Morrison w Wyoming (Stany Zjednoczone). Z powodu ich fragmentaryczności rodzaj uznaje się za wątpliwy. Także drugi gatunek z tej samej formacji, L. gracilis, oraz trzeci z późnokredowej Alberty, L. minimus, nie są pewne.

## Historia i taksonomia
Marsh nazwał rodzaj dzięki kręgom odnalezionym przez  Samuela Wendella Willistona w Como Bluff w amerykańskim stanie Wyoming, w skałach wspomnianej już formacji Morrison. Były to dwa kompletne i dziewięć fragmentarycznych trzonów kręgów. Określono, że pochodzą od zwierzęcia wielkości lisa. Jeszcze w tym samym roku nadał też nazwy dwóm nowym gatunkom: L. gracilis opisany został na podstawie trzonów kręgów grzbietu i ogona oraz części kości łokciowej, L. altus natomiast dzięki miednicy, kończynie tylnej i zębowi (YPM 1876). Peter Galton w 1983 wykazał, że typowy L. gracilis bazuje na trzynastu trzonach kręgów tułowia i ośmiu ogona, a także części tylnych kończyn. Charles Whitney Gilmore przypisał mu jeszcze dodatkowe szczątki, w tym fragmentaryczny szkielet, bazując na rozmiarze, Galton przeniósł je jednak do innego taksonu, przypisując szkielet driozaurowi.